# Concorso completo
Il concorso completo di equitazione (noto anche come concorso completo o solo completo) è una disciplina sportiva olimpica, che prevede il superamento di diverse prove, ognuna delle quali richiede specifiche abilità del binomio cavallo/cavaliere e che evidenziano sia il grado di addestramento, che le doti fisiche e mentali del binomio.
In Italia, il concorso completo è normato dal regolamento promulgato dalla FISE (Federazione Italiana Sport Equestri), aggiornato nel 2006.

## Descrizione generale
Le prove consistono in una ripresa di dressage, in una prova di salto ostacoli e in una prova di cross-country, da svolgersi in una, due o tre giornate di gara. Delle tre, la prova principale, che identifica la disciplina e contribuisce maggiormente alla classifica finale, è quella del cross-country.
Come nel caso delle altre discipline equestri, le norme del concorso completo prevedono una suddivisione delle manifestazioni in categorie di difficoltà crescente, e un corrispondente sistema di classificazione e qualificazione sia dei cavalli che dei cavalieri che stabilisce i requisiti minimi del binomio per partecipare alle competizioni delle varie categorie.
La classifica finale viene determinata dai punteggi ottenuti nelle tre prove, espressi come penalità. Tradizionalmente, la prova di cross-country prevaleva nettamente sulle altre due come importanza, per il maggiore contributo del relativo punteggio alla classifica finale. Nell'ultima edizione del Regolamento, si raccomanda di attribuire un maggiore peso alle prove collaterali.

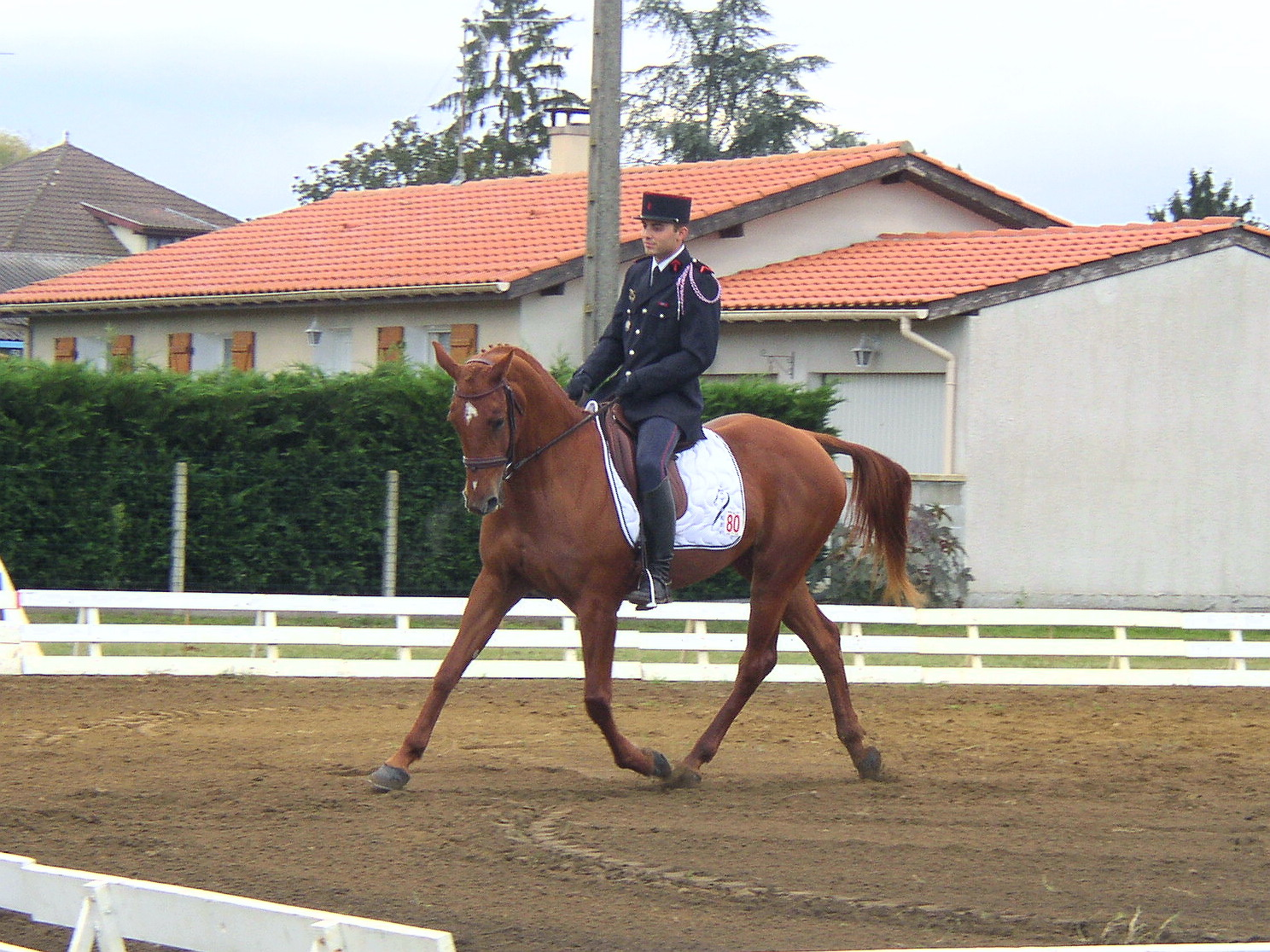
Ripresa di Dressage

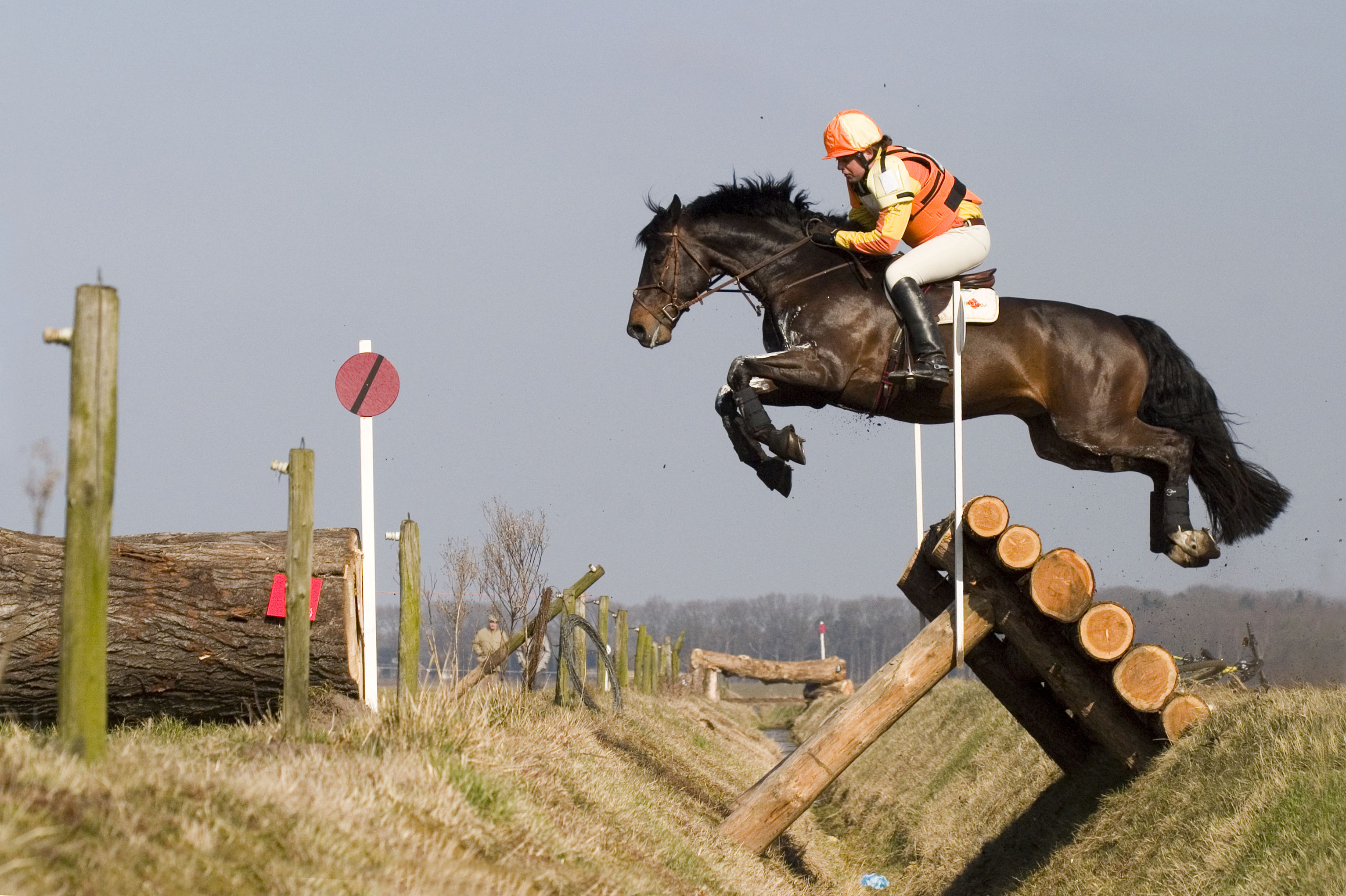
Prova di Cross-country

## Le prove

### Dressage
La prova di dressage consiste in una ripresa in rettangolo, ossia in un percorso obbligato da effettuarsi in un campo di misure ben determinate,
20x40 o 20x60, ad andature prestabilite. Valgono le norme previste per la disciplina specifica.
I giudici assegnano un punteggio in base alla qualità di ognuno dei movimenti previsti. Il risultato è espresso in punti negativi, a cui vengono sommati i punti dati gli eventuali errori durante la ripresa.

### Salto ostacoli
La prova si svolge in maniera del tutto analoga ad una gara di salto ad ostacoli, ma il suo scopo non è quello di trovare un vincitore, ma di compiere un percorso con il minor numero di penalità.
Nello svolgimento della prova, vengono computati i punti di penalità, derivanti da:
- abbattimento dell'ostacolo, 4 penalità
- disobbedienza, 4 penalità alla prima, 8 alla seconda, eliminazione alla terza
- cadute del cavaliere portano all'eliminazione
- errori di percorso, eliminazione
- superamento del tempo massimo previsto, 1 punto di penalità ogni 4 secondi iniziati.

### Cross-Country
La prova di Cross Country del Concorso Completo ha lo scopo di premiare e mettere in evidenza le qualità di un cavallo buon galoppatore, veloce e resistente, saltatore potente, coraggioso e generoso, equilibrato, agile maneggevole e intelligente, che ha ricevuto una buona preparazione, un buon allenamento e ha fiducia nel suo cavaliere.
In questa prova il cavaliere dimostra la sua conoscenza e la sua capacità di gestire competitivamente le potenzialità atletiche e i limiti del cavallo che monta, di averne il controllo, in rispetto e fiducia. (Dal Regolamento FISE 1º gennaio 2006).
La prova di cross-country, i cui scopi generali risultano quanto citato dal Regolamento FISE, consiste in una prova di velocità su terreno naturale, disseminato di ostacoli fissi di vario tipo.
Nella prova vengono contati punti di penalità derivati da:
- disobbedienza 20 penalità
- 2° disobbedienza allo stesso ostacolo 40 penalità
- caduta del cavaliere eliminazione
- 3° disobbedienza allo stesso ostacolo o 3° disobbedienza nel complesso del percorso eliminazione
- per ogni secondo di superamento del tempo prescritto 0,40 penalità

Il percorso di cross, ovvero il superamento di ostacoli galoppando in campagna, è da sempre e tradizionalmente una delle componenti più caratteristiche delle "Cacce" e dei "Military-Test". Fa parte delle prove classiche dell'Equitazione di Campagna, ma come gara olimpica si può svolgere solo nel concorso completo. È una prova che richiede preparazione atletica e psico-fisica in quanto estremamente impegnativa e non priva di rischi sia per l'Atleta in sella, cavaliere o amazzone che sia, che per il cavallo, a cui vengono richieste, in talune categorie e formule di gara, prestazioni atletiche al massimo livello psico-fisico. La competizione, regolamentata sportivamente è articolata su differenti livelli rispettosi delle reali capacità atletiche e tecniche del "binomio", e ciò al fine di scongiurare l'evenienza non escludibile ma non frequente, di gravi incidenti, che in passato si sono, talora, resi fonte di accesa polemica da parte di talune organizzazioni alquanto radicali in tema di difesa degli animali. Non solo per questo, oggi, il Concorso Completo di Equitazione è stato, per molti aspetti, semplificato e reso in tal modo "più sicuro" sia per i cavalli che per i cavalieri, pur rimanendo comunque una splendida e avvincente disciplina-sportiva che valorizza il "binomio" cavallo e atleta in sella, se non più, certamente in maniera più spettacolare ed evidente di altre.
Oggi la Federazione Italiana Sport Equestri FISE ha adottato e promulgato per tutte le Discipline Sportive da essa regolamentate un "Codice" per il benessere del cavallo atleta, ed attivato uno specifico Dipartimento-Veterinario dedicato al benessere psico-fisico del cavallo-atleta. Sul sito www.fise.it è contattabile il Dipartimento citato ed è pubblicato anche il "Codice di Condotta" reso attivo d'intesa Ministeriale. E ciò indica chiaramente e complessivamente a tutto-tondo l'atteggiamento FISE-CONI verso il benessere del cavallo, sostanzialmente identico per tutte le discipline-sportive-equestri; ludiche o agonistiche, olimpiche e non. - L'Atleta in sella che non ottempera alle direttive federali impartite ed ai regolamenti è passibile di sanzione e squalifica. Va da sé che un Atleta in sella che si rispetti e degno di tale appellativo non infrangerebbe mai tali chiare direttive e non costringerebbe mai volontariamente il proprio "partner" con cui compie attività sportiva d'intesa e in binomio, a compiere azioni che possano metterlo in pericolo. Ed anche questo, ovvero il responsabilizzare-istruendo, fa parte dei compiti della FISE e del CONI di cui fa parte. Resta fondamentale che fin da subito chi si avvicina allo sport ed in questo caso all'equitazione venga reso responsabile per condotta etico-morale e consapevole di quali responsabilità si carica quando tale attività deve compierla in binomio con un altro essere vivente di differente specie, attitudine; con esigenze proprie da rispettare, assecondare e tutelare. È innegabile che in equitazione, negli sport-equestri, la conoscenza, la preparazione, la ragionevole prudenza, valgano quanto ed ancor più che per tutti gli altri sport.

## Medaglie per l'Italia

### 1964 - Tokyo
- Medaglia d'Oro individuale (Mauro Checcoli)
- Medaglia d'Oro a squadre (Mauro Checcoli, Paolo Angioni, Giuseppe Ravano, Alessandro Argenton)

### 1972 - Monaco di Baviera
- Medaglia d'Argento individuale (Alessandro Argenton)

### 1980 - Mosca
- Medaglia d'Oro individuale (Federico Euro Roman)
- Medaglia d'Argento a squadre (Federico Euro Roman, Anna Casagrande, Mauro Roman, Marina Sciocchetti)

### 2001
- Medaglia di Bronzo Senior a Squadre ai Campionati Europei di Completo a Pau

### 2003
- Medaglia d'Argento Young Riders Individuale ai Campionati Europei di Completo a Bialy Bor
- Medaglia di Bronzo Young Riders a Squadre ai Campionati Europei di Completo a Bialy Bor
- Medaglia d'Oro Juniores a Squadre ai Campionati Europei di Completo a Pardubice

### 2004
- Medaglia di Bronzo Juniores Individuale ai Campionati Europei di Completo ai Pratoni del Vivaro

### 2006
- Medaglia d'Argento Young Riders Individuale ai Campionati Europei di Completo a Pardubice

### 2007
- Medaglia di Bronzo Senior a Squadre ai Campionati Europei di Completo ai Pratoni del Vivaro (Roma)
- Medaglia di Bronzo Pony a Squadre ai Campionati Europei di Completo a Freudenberg

### 2008
- Medaglia di Bronzo Young Riders a Squadre ai Campionati Europei di Completo a Kreuth
- Medaglia di Bronzo Pony a Squadre ai Campionati Europei di Completo ad Avenches

### 2009
- Medaglia d'Argento Senior a Squadre ai Campionati Europei di Completo a Fontainebleau
- Medaglia di Bronzo Juniores a Squadre ai Campionati Europei di Completo a Waregem

### 2010
- Medaglia di Bronzo Juniores a Squadre ai Campionati Europei di Completo a Bad Segeberg

### 2012
- Medaglia d'Argento Young Riders Individuale ai Campionati Europei di Completo a Malmö